# Andrej Červeňák
Andrej Červeňák (22. května 1932, Šarišský Štiavnik – 11. února 2012, Nitra) byl slovensko-rusínský literární vědec, filolog, antropolog a spisovatel (esejista). Za jeho hlavní přínos je považováno rozpracování esteticko-antropologického konceptu literatury.

## Život
Andrej Červeňák se narodil 22. května 1932 v rusínské rolnické rodině v Šarišském Štiavniku, kde také absolvoval základní školu. V letech 1944–1952 studoval na řeckokatolickém církevním gymnáziu v Prešově. Pak pokračoval na Filozofické fakultě Univerzity Komenského v Bratislavě, kde roku 1957 získal titul promovaný pedagog v oboru ruština-slovenština.
Roku 1957 nastoupil na Katedru rusistiky Vysoké školy pedagogické v Prešově. Roku 1964 získal vědeckou hodnost kandidáta věd. Roku 1966 se stal docentem. V letech 1967–1969 byl proděkanem FF UPJŠ.
Během normalizačních procesů byl propuštěn za „antiruské a antisocialistické postoje v roce 1968“. Důvodem bylo, že když v roce 1969 obdržel knižní dar od Sovětského svazu ve fakultní knihovně, ve své děkovné řeči řekl „книги да, танки нет“ (knihy ano, tanky ne). V letech 1971–1977 tak nuceně pracoval jako lektor divadel v Prešově a Košicích.
Roku 1990 se stal doktorem věd.

### Knižní práce
- Vajanský a Turgenev. Bratislava : SAV, 1968. 193 s.
- Socialistický realizmus v diskusii. Bratislava : Slovenský spisovateľ, 1983. 301 s. (Studia litteraria; zv. 5)
- Človek v literatúre: (Dostojevskij a súčasná literárna veda). 1. vyd. Bratislava : Slovenský spisovateľ, 1986. 208 s. (Studia litteraria; zv. 25)
- Slovensko-ruské literárne relácie. Banská Bystrica : KPÚ, 1986. 115 s.
- A. S. Puškin: človek a básnik. Martin : Matica slovenská, 1989. 183 s. (Teória a výskum : Monografie) ISBN 8070900040.
- Tajomstvo Dostojevského : F.M. Dostojevskij v recepcii. Nitra : Pedagogická Fak., 1991. 139 s. ISBN 8085183463.
- Ruská moderna I. Nitra : Pedagogická fakulta, 1992. 114 s.
- Zázračno literatúry I : Ruská klasika. Nitra : Fakulta humanitných vied VŠPg, 1994. 129 s. ISBN 8088738210.
- Zázračno literatúry II : komparatistika a slavistika. Nitra : Vysoká škola pedagogická, 1994. 125 s. ISBN 8088738458.
- Zázračno literatúry III : Ruská klasika. Nitra : Vysoká škola pedagogická, 1995. 124 s. ISBN 8088738806
- Desať statí o slovenskej literatúre. Nitra: Spolok slovenských spisovateľov, 1998. 141 s. ISBN 8080610185
- Dostojevského sny: (eseje a štúdie o snoch a Dostojevskom). Pezinok : Formát, 1999. 199 s. (Edicea G / Formát; zv. 3) ISBN 8096791125.
- Človek a text. Nitra : Univerzita Konštantína Filozofa, 2001. 250 s. ISBN 8080504407.
- Začiatky a konce. Bratislava : T.R.I. MÉDIUM; Spolok slovenských spisovateľov, 2002. 108 s. (SocietaS) ISBN 8088676304.
- Človek v texte : Dostojevskij a esteticko-antropologická koncepcia literatúry. 2. vyd. Nitra : Univerzita Konštantína Filozofa; Spolok slovenských spisovateľov, 2002. 247 s. ISBN 8080505039.
- Literárno-teoretické reflexie o slovanskom romantizme a problémoch translatológie. Banská Bystrica : Partner, 2003. 138 s. ISBN 8096893181.
- Dvadsať statí o slovenskej literatúre. Nitra : Filozofická fakulta UKF Bratislava: Spolok slovenských spisovateľov, 2004. 137 s. ISBN 8080506906.
- Nitrianska kreativita. Nitra : [Univerzita Konštantína Filozofa], 2005. 172 s. ISBN 8080508062.
- Ruská literatúra v súčasnom svete. Nitra : [Univerzita Konštantina Filozofa], 2005. 183 s. ISBN 8080508836.
- Romantika hľadania : VEGA Slovanský romantizmus v európskych a svetových súvislostiach. Banská Bystrica : Univerzita Mateja Bela, 2005. 130 s. (Eruditio mores futurum) ISBN 8080831807.
- Metamorfózy človeka v rode, národe a ľudstve. Nitra : Univerzita Konštantína Filozofa, 2006. 273 s. ISBN 8080509743. (spolu s Jozefem Vladárem a Lacem Zrubcem)
- Tridsať statí o slovenskej literatúre. Nitra : Univerzita Konštantína Filozofa: Spolok slovenských spisovateľov, 2007. 127 s. (Život a dielo) ISBN 9788080940966.
- Russkaja literatura v slovackom vosprijatiji. Nitra : Univerzita Konštantína Filozofa, 2007. 166 s. ISBN 8080940649.
- Reflexie esteticko-antropologické. Nitra : Univerzita Konštantína Filozofa, 2008. 166 s. ISBN 9788080613099.
- Reminiscencie esteticko-antropologické. Nitra : Filozofická fakulta UKF; Spolok slovenských spisovateľov: Klub Fjodora Michajloviča Dostojevského, 2009. 168 s. ISBN 9788080613556.
- Moje, naše najmilšie. Nitra : Spolok slovenských spisovateľov, 2009. 111 s. ISBN 8080613532 (spolu s Jozefem Vladárem a Lacem Zrubcem)
- Štyridsať statí o slovenskej literatúre. Nitra : Spolok slovenských spisovateľov; Klub F. M. Dostojevského; Filozofická fakulta UKF, 2010. 93 s. (Život a dielo) ISBN 9788080614010.
- Russkaja literatura v vosprijatii prof. Andreja Červeňaka. Nitra : Univerzita Konštantína Filozofa, 2011. 222 s. ISBN 9788080614447.
- Na margo ruskej moderny. Nitra : Univerzita Konštantína Filozofa, 2012. 151 s. ISBN 9788055800806.

### Eseje
- Víchor civilizácie : Slovensko-Európa-svet (2002)
- Začiatky a konce (2002)
- Rozjímanie o Veľkom inkvizítorovi (2005)